# Entertainment Software Rating Board
The Entertainment Software Rating Board (ESRB) je organizace, která uděluje ratingy počítačovým a podobným hrám v USA a Kanadě.

## Ratingy
Seznam používaných ratingů:
| Značka | Název                | Vhodné pro věk           |
| ------ | -------------------- | ------------------------ |
|        | Early Childhood (eC) | pod 5                    |
|        | Everyone (E)         | všechny věkové kategorie |
|        | Everyone 10+ (E10+)  | 10 a více                |
|        | Teen (T)             | 13 a více                |
|        | Mature (M)           | 17 a více                |
|        | Adults Only (AO)     | 18 a více                |

### Druhy obsahu
| Název                 | Herní obsah | Obsahuje hodnocení |
| --------------------- | --- | ------------------ |
| Alcohol Reference     | Odkazy a/nebo obrázky alkoholických nápojů | E10+, T, M         |
| Animated Blood        | Zabarvené a/nebo nereálné vyobrazení krve | E, E10+, T, M      |
| Blood                 | Vyobrazení krve | T, M, AO           |
| Blood and Gore        | Vyobrazení krve a/nebo zmrzačení lidských končetin | T, M, AO           |
| Cartoon Violence      | Násilné akce zahrnující komiksové situace a charaktery. Může obsahovat násilí, kde postavy jsou po akci nezraněny                                            | E, E10+, T         |
| Comic Mischief        | Vyobrazení nebo dialogu zahrnující groteskní nebo sugestivní humor                                                                                           | E, E10+, T         |
| Drug Reference        | Odkazy a/nebo obrázky nelegálních drog | T, M, AO           |
| Fantasy Violence      | Násilné činy fantasy povahy, týkající se postavy v situacích, snadno odlišitelných od reálného života                                                        | E, E10+, T         |
| Intense Violence      | Grafické a realisticky vypadající vyobrazení fyzického konfliktu. Může obsahovat extrémní a/nebo realistickou krev, zbraně a vyobrazení zranění a/nebo smrti | M, AO              |
| Language              | Mírná až středně závažná hanlivost | E10+, T, M         |
| Lyrics                | Mírné narážky v hudbě na sex, násilí, alkohol a/nebo drogy                                                                                                   | E10+, T, M         |
| Mature Humor          | Vyobrazení nebo dialogy obsahující "humor pro dospělé", může obsahovat narážky na sex                                                                        | M, AO              |
| Nudity                | Názorné a/nebo dlouhodobé vyobrazení nahoty | M, AO              |
| Partial Nudity        | Krátké a/nebo mírné vyobrazení nahoty | T, M (občas AO)    |
| Real Gambling         | Hráč může hrát hazardní hry obsahující sázky o skutečné peníze a/nebo měnu                                                                                   | M, AO)             |
| Sexual Content        | Mírné vyobrazení sexuálního chování, může zahrnovat částečnou nahotu                                                                                         | (může T) M, AO,    |
| Sexual Themes         | Odkazy na sex nebo sexualitu | T, M (občas AO)    |
| Sexual Violence       | Vyobrazení znásilnění nebo jiného sexuálního násilí | AO                 |
| Simulated Gambling    | Hráč může hrát hazardní hry neobsahující sázky o skutečné peníze a/nebo měnu                                                                                 | E, E10+, T, M      |
| Strong Language       | Explicitní a/nebo časté používání vulgarismů | (občas T,) M, AO   |
| Strong Lyrics         | Explicitní a/nebo časté narážky v hudbě na vulgárnost, sex, násilí, alkohol a/nebo drogy                                                                     | (občas T,) M, AO   |
| Strong Sexual Content | Explicitní a/nebo časté zobrazování sexuálního chování, může obsahovat nahotu                                                                                | M, AO              |
| Suggestive Themes     | Mírně provokativní odkazy nebo materiály | E, E10+, T, M      |
| Tobacco Reference     | Odkazy a/nebo vyobrazení tabákových výrobků | E10+, T, M         |
| Use of Alcohol        | Užívání alkoholických výrobků | E10+, T, M, AO     |
| Use of Drugs          | Užívání nelegálních drog | T, M, AO           |
| Use of Tobacco        | Užívání tabákových výrobků | T, M, AO           |
| Violence              | Scény obsahující agresivní konflikt | Všechny kromě Ec   |
| Violent References    | Odkazy na násilné chování | E10+, T,           |

## Ekvivalenty k hodnocení PEGI
K hodnocení organizace PEGI má ESRB tyto ekvivalenty:
EC (Early Childhood) a E (Everyone) jsou ekvivalentní k hodnocení PEGI 3
E10+ (Everyone 10+) je ekvivalentní k hodnocení PEGI 7
T (Teen) je ekvivalentní k hodnocení PEGI 12
M (Mature) je ekvivalentní k hodnocení PEGI 16
AO (Adults Only) je ekvivalentní k hodnocení PEGI 18